# Alatsinainy Ialamarina
Alatsinainy Ialamarina is een plaats en commune in het zuiden van Madagaskar, behorend tot het district Fianarantsoa II, dat gelegen is in de regio Haute Matsiatra. Tijdens een volkstelling in 2001 telde de plaats 18.000 inwoners.
De plaats biedt naast lager onderwijs ook middelbaar onderwijs aan. 94.7% van de bevolking werkt als landbouwer, 4% werkt als veehouder. Het belangrijkste landbouwproduct is rijst; andere belangrijke producten zijn cassave en zoete aardappelen. Verder is 0,5% van de bevolking actief in de dienstensector en 0,8% in de industrie.